# Willem Anne van Spaen la Lecq

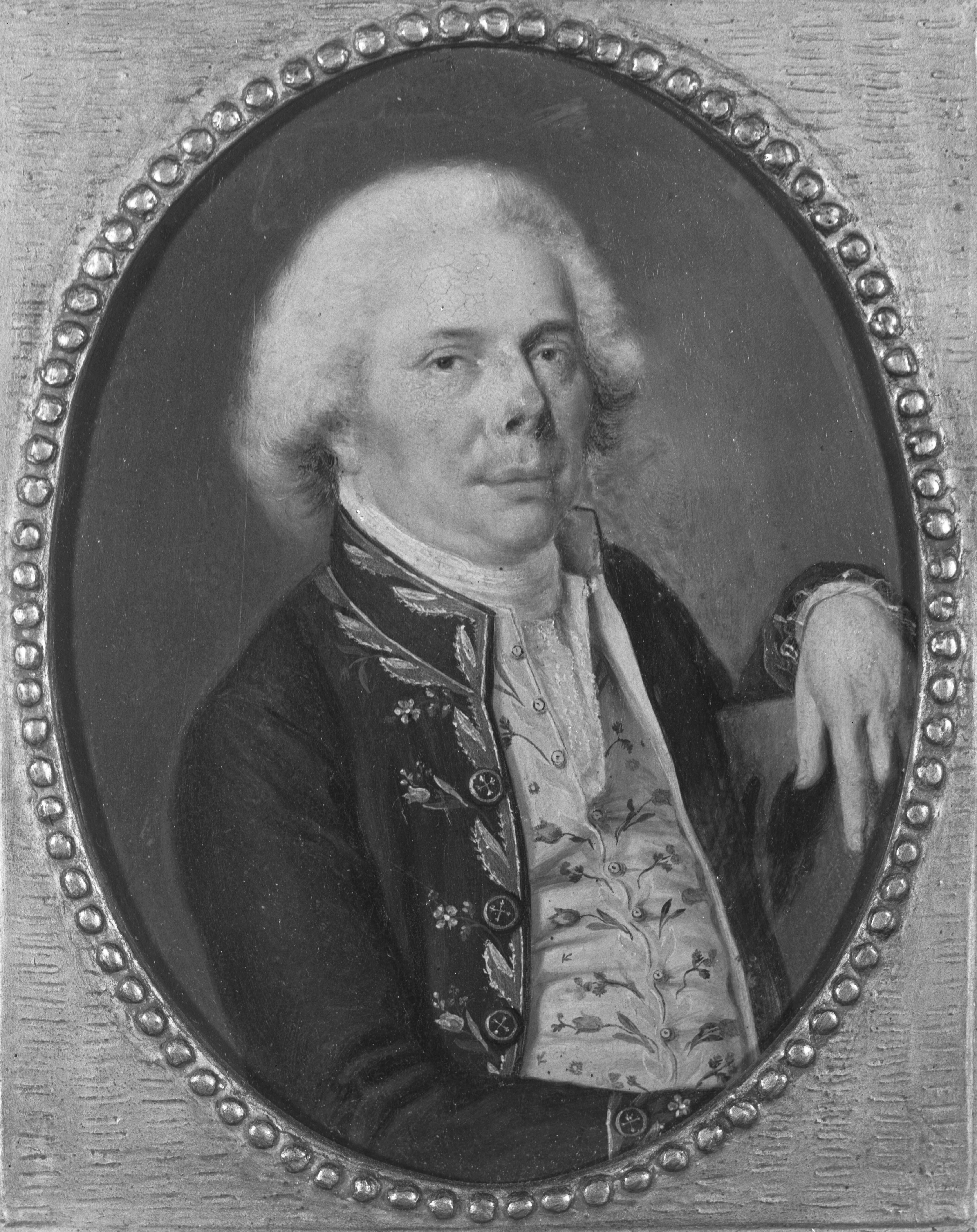

Willem Anne van Spaen La Lecq, O Barão de Spaen La Lecq (Haia, 26 de Dezembro de 1750 - Haia, 29 de Abril de 1817) foi um nobre do século XVIII, genealogista e primeiro presidente do Conselho Supremo da Nobreza Real Neerlandesa. 
Ele era filho de Alexander Sweder Rijksvrijheer Van Spaen e da condessa Jacoba Elisabeth Agnes Van Nassau-Lalecq.  Em 1771 à 1795, ocupou diversos cargos honorários, o tempo em que viveu na França levou uma vida reclusiva. Foi conselheiro de Luís I da Holanda.  Em 1814, enquanto era presidente do Conselho Supremo da Nobreza, ele teve grande influência sobre a criação de regras e legislação na área da nobreza neerlandesa.  Em 1814 ele foi também um membro da cavalaria de Guéldria. Em 1815 ele se tornou um dos membros do Primeiro Senado do Estado Geral Neerlandês. 
O barão de Spaen La Lecq escreveu um livro sobre a história e o cotidiano de Guéldria.